# Opatová nad Váhom
Opatová nad Váhom je městská část Trenčína.

## Základní údaje
Opatová nad Váhom byla samostatnou obcí až do 31. prosince 1984. Od následujícího dne je administrativně přičleněna k městu Trenčín jako jeho část. Nachází se přibližně 5 kilometrů severně od centra města.
Rozkládá se na území 1422,20 ha a její nadmořská výška dosahuje průměrně 215 m n. m. V současnosti zde žije přibližně 1615 obyvatel, z čehož je 271 dětí do 14 let, 1023 lidí ve věku 15–60 let a 321 lidí starších 60 let.

## Dějiny
První písemná zmínka je z roku 1238 (v podobě „Getz“), kdy uherský král Béla IV. přidělil polovinu obce do užívání benediktinskému opatství na Skalce. Obec patřila pod opatství na Skalce až do roku 1773. V roce 1789 zde byla opětovné zřízena samostatná farnost.
Klidnější 19. století vystřídalo bouřlivé století dvacáté se dvěma světovými válkami a rychlým rozvojem. Na frontách první světové války bojovalo mnoho mužů z Opatové. Na památku mužů, kteří se z bojů nevrátili, vybudovali místní u zdejší fary památník. Je na něm vyryto celkem 25 jmen padlých obyvatel obce.

## Rodáci
Z Opatové pochází Ing. Peter Baco, bývalý slovenský poslanec Evropského parlamentu a též bývalý ministr zemědělství za HZDS a dále Mons. Marián Gavenda, katolický kněz a bývalý šéfredaktor Katolických novin a mluvčí Konference biskupů Slovenska.